# Нова Заводь
Нова Заводь — колишнє село в Чернігівській області. Ліквідоване 1954 року шляхом переселення — будували 33-й полігон.